# Rzeki w Mołdawii

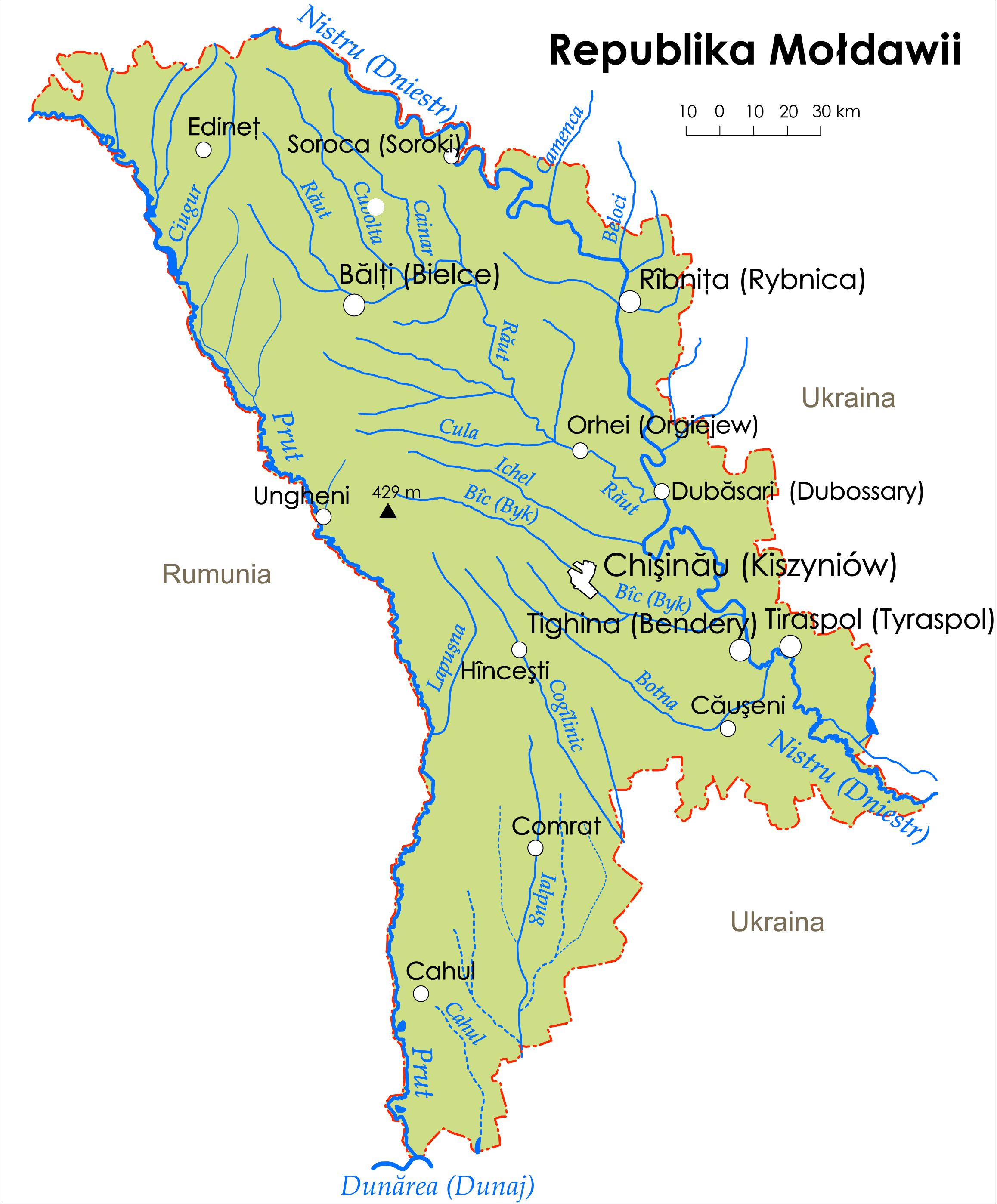
Mapa Mołdawii przedstawiająca główne rzeki

Rzeki na terenie Mołdawii należą do zlewiska Morza Czarnego, głównymi są Dniestr i Prut, które wyznaczają także granice państwa, odpowiednio z nieuznawaną międzynarodowo Republiką Naddniestrza i Rumunią.

## Rzeki według długości
| # | Nazwa    | Długość (km) | Długość (km) | Recypient    | Główne miasta                      |
| # | Nazwa    | Całkowita    | W Mołdawii   | Recypient    | Główne miasta                      |
| - | -------- | ------------ | ------------ | ------------ | ---------------------------------- |
| 1 | Dniestr  | 1352         | 657          | Morze Czarne | Soroki, Rybnica, Bendery, Tyraspol |
| 2 | Prut     | 967          | 695          | Dunaj        | Ungheni                            |
| 3 | Reut     | 286          | 286          | Dniestr      | Orgiejów                           |
| 4 | Cogîlnic | 243          | 125          | Morze Czarne | Hîncești                           |
| 5 | Byk      | 155          | 155          | Dniestr      | Kiszyniów                          |
| 6 | Botna    | 152          | 152          | Dniestr      | Căușeni                            |
| 7 | Jalpug   | 142          | 135          | Dunaj        | Komrat                             |
| 8 | Ichel    | 101          | 101          | Dniestr      |                                    |

Najdłuższą rzeką w Mołdawii jest Dniestr, najdłuższy odcinek w granicach kraju posiada Prut, zaś Reut jest najdłuższą rzeką w całości położoną w Mołdawii.